# Автошлях Т 1728
Автошля́х Т-17-28 (скасовано постановою від 2019року) — автомобільний шлях територіального значення у Полтавській та Сумській областях. Проходив територією Зіньківського та Охтирського районів через Зіньків — до перетину з Т 1917. Загальна довжина — 14,3 км. Станом на 2019 рік шлях повністю зруйнований, можливий проїзд узбіччям зі швидкістю не більше 20 км за годину

## Маршрут
Автошлях проходив через такі населені пункти:
| Автошлях Т-17-27   |        |
| Полтавська область |        |
| Зіньківський район |        |
| Зіньків            | Т 1706 |
| Сиверинівка        |        |
| Сумська область    |        |
| Охтирський район   |        |
|                    | Т 1917 |